# Peter Süß
Peter Süß (* 1964 in Wuppertal) ist ein deutscher Buch-, Drehbuch- und Theaterautor. Er lebt in Berlin.

## Leben
Süß studierte Geschichte, Germanistik, Publizistik und Politikwissenschaften an der GHS Wuppertal und der FU Berlin. Er war als freier Mitarbeiter bei diversen Zeitungen (u. a. für die Berliner Morgenpost, taz und Die Welt) sowie als Herausgeber bei verschiedenen Verlagen tätig. 2001 promovierte er bei Wolfgang Wippermann; seine Dissertation befasste sich mit der Unternehmensgeschichte der Graetz AG.
Ab 1996 arbeitete Süß als freier Buch- und Zeitungsautor sowie als Fernsehautor und Story-Liner bzw. -editor für Verbotene Liebe und Gute Zeiten, schlechte Zeiten, von 1998 bis 2000 als Gute Zeiten, schlechte Zeiten-Chefautor. 2001 schrieb er zusammen mit Gabriele Kosack den Sat-1-Film Der Duft des Geldes (Regie: Karl Kases). 2004 war Süß Chefautor der Sat-1-Serie Stefanie – eine Frau startet durch.
Von 2005 bis 2016 war Süß Chefautor der ARD-Telenovela Sturm der Liebe und 2017/2018 Produzent bei der UFA.

## Veröffentlichungen

### Bücher
als Autor
- mit Charlotte von Mahlsdorf: Ab durch die Mitte. Ein Spaziergang durch Berlin. Berlin 1994
- mit Christine Wolfrum: So wild nach deinem Erdbeermund. Ein Aufklärungsbuch für Jugendliche. München 1996.
- mit Gabriele Kosack: Daily Soaps. Macher, Fans und Stars. München 2000.
- „Ist Hitler nicht ein famoser Kerl?“ Graetz – eine Familie und ihr Unternehmen vom Kaiserreich bis zur Bundesrepublik. Schöningh, Paderborn/München/Wien/Zürich 2003, ISBN 3-506-78561-3.
- mit Christine Wolfrum: Liebe, Sex und mehr. Alles, was Ihr wissen wollt. dtv, München 2005, ISBN 978-3423782012.
- Nichts darf sinnlos enden! Über Charlotte von Mahlsdorf und das Theaterstück „Ich bin meine eigene Frau“. Edition diá, Berlin 2006, ISBN 3-86034-159-6.
- 1923. Endstation. Alles einsteigen! Berenberg, Berlin 2022, ISBN 978-3-949203-37-4.

als Herausgeber
- Lotti Huber. Jede Zeit ist meine Zeit. Gespräche. Berlin 1991.
- Charlotte von Mahlsdorf. Ich bin meine eigene Frau. Berlin 1992.
- 1945. Befreiung und Zusammenbruch. München 2005.

### Aufsätze
- Lust will Ewigkeit - Tod hat sie! Über Napoleon Seyfarth. Nachwort in: Napoleon Seyfarth: Schweine müssen nackt sein! Ein Leben mit dem Tod. E-Book, Berlin 2012.
- Erich Graetz, in: Biographische Enzyklopädie deutschsprachiger Unternehmer, hrsg. von Wolfram Fischer, München 2004 (Verlag K.G. Saur).
- Max Graetz, in: Biographische Enzyklopädie deutschsprachiger Unternehmer, hrsg. von Wolfram Fischer, München 2004 (Verlag K.G. Saur).
- Das Leben als Gesamtkunstwerk. Über Lotti Huber, in: Lotti Huber: Diese Zitrone hat noch viel Saft!, Hörbuch, 2 CDs, gelesen von Hannelore Hoger, München 2003 (Verlag Antje Kunstmann).
- Das Dienstmädchen in seinem Reich. Über Charlotte von Mahlsdorf, in: Charlotte von Mahlsdorf: Ich bin meine eigene Frau, Hörbuch 2 CDs, gelesen von Charlotte von Mahlsdorf, München 2002 (Verlag Antje Kunstmann).

### Stücke
- Ich bin meine eigene Frau. Das Leben der Charlotte von Mahlsdorf. Ein Spiel der Erinnerungen in zwei Akten. (Uraufführung am 26. März 2006 im Schauspiel Leipzig)

## Preise
- Deutscher Fernsehpreis für Sturm der Liebe (Publikumspreis Beste tägliche Serie) 2010[1]